# Włodzimierz Kugler

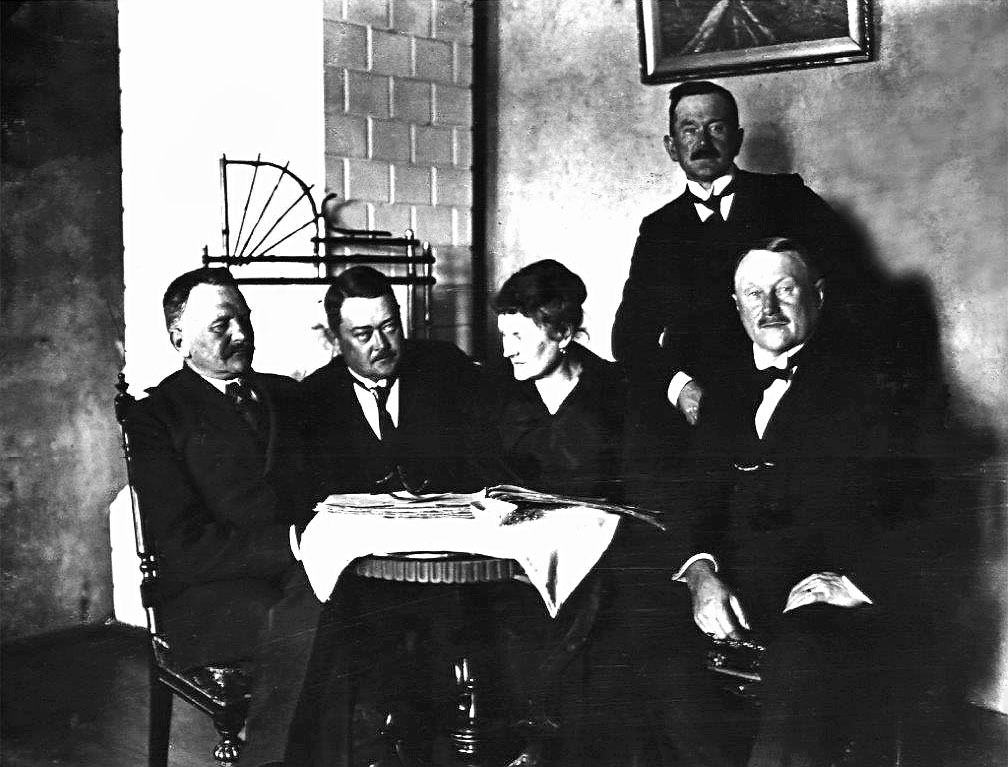
Włodzimierz Kugler (drugi od lewej) z rodziną (1918)

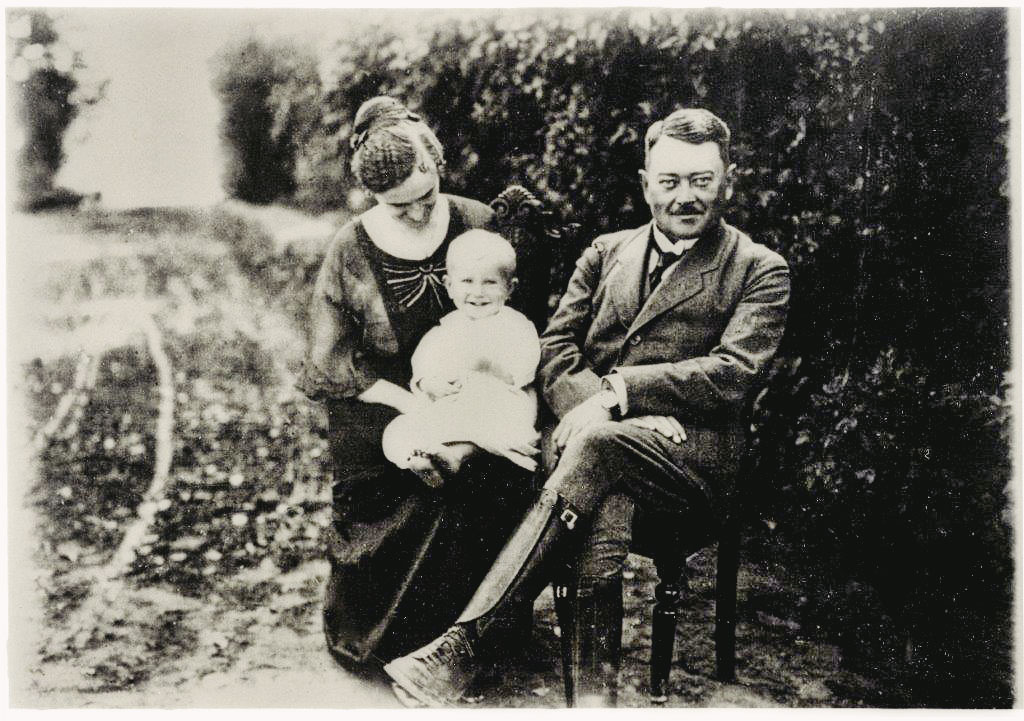
Włodzimierz Kugler z żoną Marią i synkiem Andrzejem (1920)

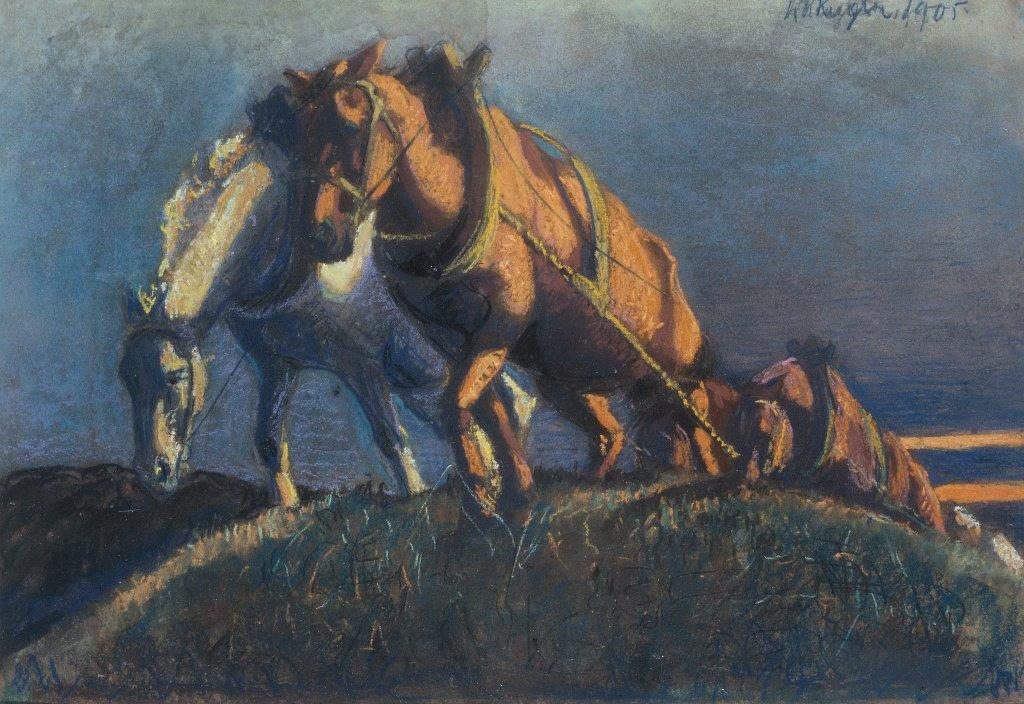
„Orka o zachodzie” (1905)

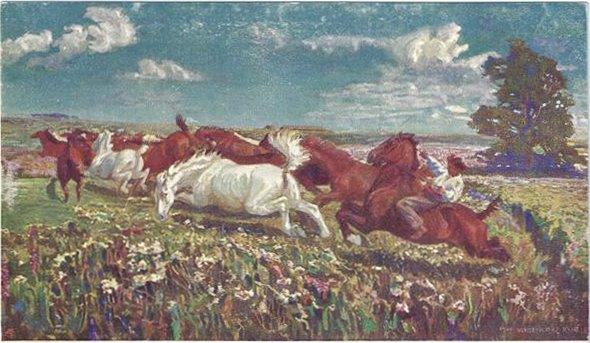
„Kwitnący step” (1910)

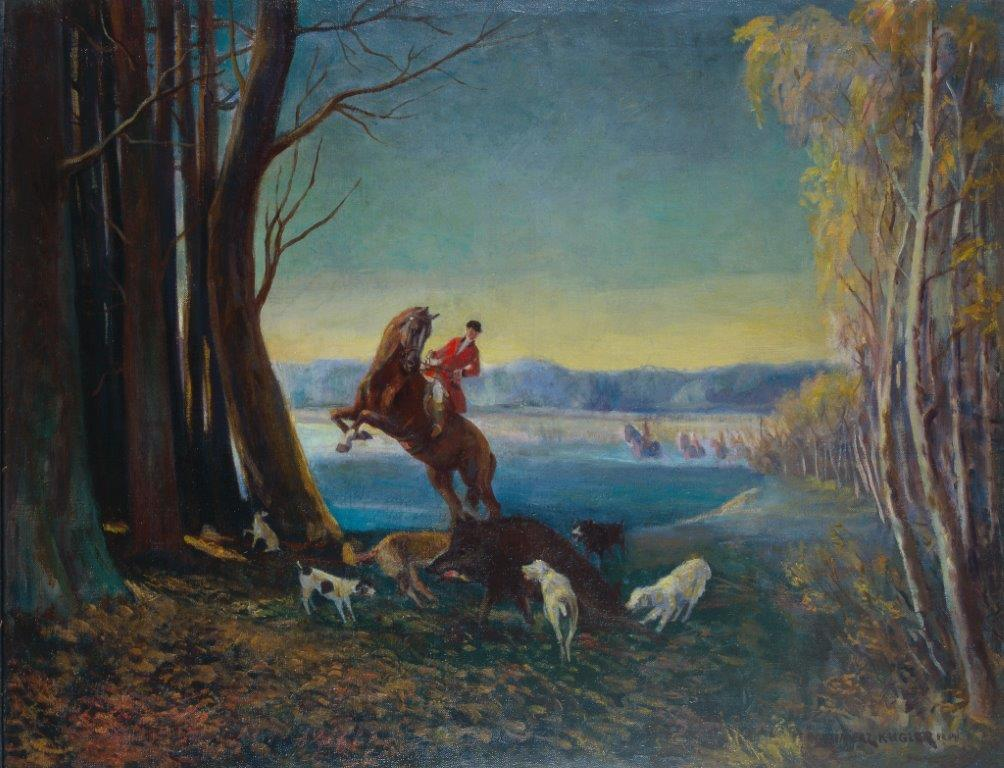
„Polowanie na dzika” (1914)

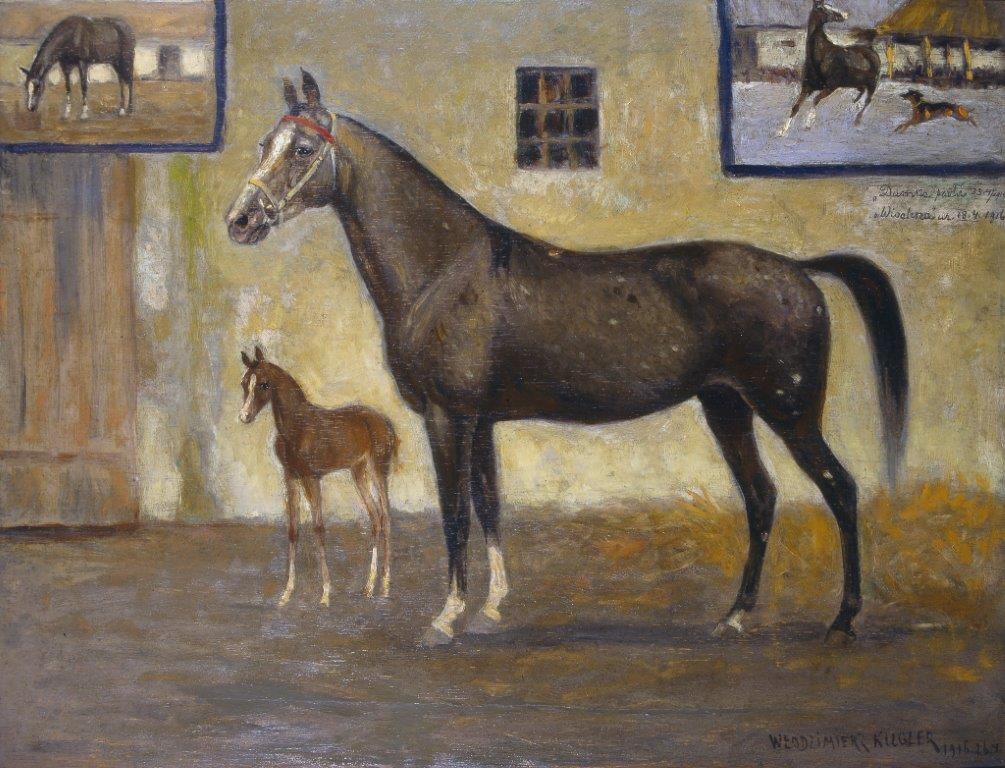
„Dumka” 1916 r.

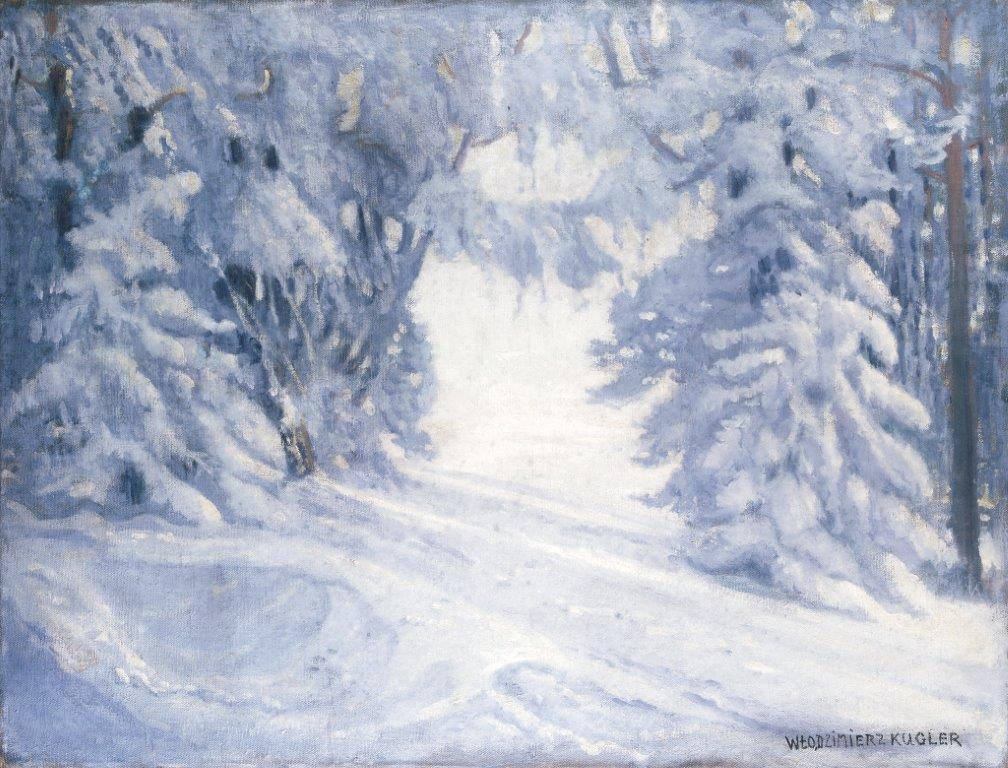
„Krajobraz zimowy pod słońce” (1922)

Włodzimierz Kugler (ur. 9 lutego 1882 w Moczydle k. Sędziszowa na Kielecczyźnie, zm. 25 maja 1946 w Katowicach) – polski malarz i grafik – głównie skupiał się na obserwacji natury. Malował nastrojowe pejzaże, często ze sztafażem, motywy zwierząt, ptaków, drzew, jezior.

## Życiorys
Wychował się w rodzinnym majątku ziemskim w Mstyczowie koło Wodzisławia. Od dziecka z zamiłowaniem obserwował otaczającą go przyrodę, co znalazło później odbicie w jego twórczości artystycznej. Ukończył szkołę handlową. W latach 1904–1909 studiował w Akademii Sztuk Pięknych w Krakowie w pracowni Józefa Mehoffera, a pod koniec pod kierunkiem Leona Wyczółkowskiego.
W czasie wakacji w latach 1908 i 1910 zaproszony przez księcia Romana Sanguszkę przebywał w Sławucie na Ukrainie, malując konie ze stadniny. W latach 1911–1912 przebywał we Francji: w Paryżu, w Bretanii i Normandii, gdzie obserwował ówczesne trendy w sztuce. W okresie od 1912 r. do 1916 r. poświęcił się pasji malarskiej i brał udział w wielu wystawach. W 1918 r. zawiera związek małżeński z Marią Winczakiewicz (ur. 1898, zm. 1971), córką sędziego z Kielc i bierze w dzierżawę majątek Brzezie koło Wodzisławia. W 1919 r. urodził się ich syn Andrzej, a w 1921 r. córka Danuta. W majątku Brzezie zajmuje się rolnictwem i hodowlą koni arabskich. W tym czasie przestaje malować. Uroki ostrej, śnieżnej zimy w 1922 r. ponownie wyzwalają u niego pasję malarską.
W 1929 r. obejmuje rodzinny majątek w Mstyczowie po zmarłym bracie Bolesławie. W tym czasie dużo maluje i gromadzi obrazy na planowane wystawy. W 1936 r. przenosi się do majątku Osiek k/Płońska. Zajęty nawałem prac gospodarskich przestaje malować. Zgromadzone obrazy wysyła na wystawy do Kielc i Krakowa.
Wybuch II wojny światowej przekreślił wszelkie dalsze plany artystyczne. Włodzimierz Kugler zostaje wraz z rodziną wysiedlony z majątku w Osieku. Zgromadzone obrazy (kilkadziesiąt sztuk) zostają zarekwirowane i wywiezione przez Niemców. Część obrazów zostało wcześniej ukrytych w pobliskiej gorzelni. W 1943 r. Włodzimierz Kugler zostaje aresztowany przez Gestapo za działalność konspiracyjną i osadzony w areszcie karno śledczym gestapo rejencji Ciechanowskiej w Forcie III koło Pomiechówka a potem w Twierdzy Modlińskiej. Skazany na obóz w Mauthausen za odmowę podpisania „volkslisty”. Następnie przewieziony wraz z innymi więźniami do Warszawy, do więzienia na Mokotowskiej, gdzie czekał na dalszy transport.
W 1944 r., tuż przed powstaniem warszawskim, w ciężkim stanie zdrowia na skutek tortur w więzieniu, od zaufanego lekarza dostał zastrzyk wywołujący dużą gorączkę i pod pozorem tyfusu został przewieziony do szpitala im. Jana Bożego w Warszawie. Stamtąd został uwolniony przez oddział Armii Krajowej kpt. Ryszarda Białousa ps. „Jerzy” – dzięki kontaktom córki Danuty, żołnierza AK, zaangażowanej w walkę podziemną.
Razem z żoną uzyskują fałszywe dokumenty na nazwisko Kowalscy i uciekają z Warszawy do siostry Melanii zamieszkałej w Katowicach.
Włodzimierz Kugler zmarł 25 maja 1946 r. w Katowicach i tam został pochowany na cmentarzu przy ul. Francuskiej.

## Twórczość
Obdarzony wyjątkowym zmysłem obserwacyjnym i pamięcią wzrokową, Włodzimierz Kugler najczęściej malował zwierzęta w ruchu, w ich naturalnym otoczeniu, tworząc z dwu samodzielnych motywów, jakimi są pejzaż i zwierzę – jeden motyw.
Po raz pierwszy swoje prace malarskie wystawiał w salach Towarzystwa Przyjaciół Sztuk Pięknych w Krakowie w 1906 i 1907 r. Już po studiach brał udział w wystawach organizowanych w krakowskim TPSP w latach 1910, 1912–1914 i 1916.
W 1910 r. występując z grupą artystów warszawskich prezentował kolejno w Warszawie, Poznaniu i Krakowie obrazy „Konie w słońcu”, „Szary dzień” (konie przy pracy) i „Drzewa o zachodzie” oraz akwaforty przedstawiające zwierzęta. Wszystkie te prace były wyraźnie zauważone przez krytykę prasową. W czasie pobytu w Sławucie na Ukrainie maluje konie ze stadniny Sanguszków (m.in. „Kwitnący step”).
W 1911 r. wystawia „Kwitnący step” w Towarzystwie Zachęty Sztuk Pięknych w Warszawie. W kwietniu 1912 r. wysyła do Lwowa obrazy „Kwitnący step”, „Polowanie z chartami” i „Ślepcy”.
Plon pobytu we Francji to m.in. prace zatytułowane: „W Paryżu”, „Nad Sekwaną”, „Motyw z Lasku Bulońskiego”, „Widok z Normandii”, „Zatoka w Bretanii”, „Mewy”, wystawiane w 1912 r. w Poznaniu, Lwowie i Krakowie.
W październiku 1912 r. „Piorun” (obecnie w zbiorach Muzeum Narodowego w Kielcach, wcześniej w Muzeum Górnośląskim w Bytomiu, następnie w Państwowym Muzeum Zamkowym w Pszczynie) oraz „Mewy” trafiają na salon w Warszawie, uzyskując szczególnie pochlebne opinie krytyków.
W 1913 r. zostają wysłane do Moskwy i dalej do Mińska prace ”Brzoza” i „Odpoczynek”. Następnie bierze udział w wystawie pt. „Koń w malarstwie i rzeźbie polskiej”.
W 1914 r. wysyła obrazy na wystawę w Sosnowcu i w warszawskiej „Zachęcie”, m.in. „Polowanie rococo”.
W 1922 r. uroki ostrej, śnieżnej zimy ponownie wyzwalają u niego pasję malarską – powstaje szereg pejzaży zimowych.
W 1925 r. wraz z Wyczółkowskim, Skoczylasem, Stryjeńską i in. bierze udział w wystawie objazdowej „Polska grafika” w Niemczech (akwaforta pt. „Kot” określona w recenzji niemieckiej jako „rzadki okaz”). Cztery z jego akwafort zatytułowane „Kot”, „Deszcz”, „Sarna” i „Kogut” znajdują się w zbiorach Muzeum Narodowego w Warszawie.
W okresie 1929 –1936 r., kiedy to gospodarował w rodzinnym majątku w Mstyczowie, powstaje wiele obrazów gromadzonych na przyszłą wystawę zbiorową, są to m.in.: „O świcie w puszczy” (tokujący głuszec), „Ryś na drzewie i wiewiórka”, „Odpoczynek” (cztery woły, chłop i baba), „Kaczka” (nad stawem), „Kuropatwy pod brodłem”, „Sto lat temu (sześć koni w karecie)”, „Konie w morzu”.
W kwietniu 1937 r. wysyła na wystawę do „Pałacu Sztuki” w Krakowie 6 obrazów: „Woły”, „Polowanie” (wyjazd w lesie”), „Czaple” (japoński pejzaż), „Życie w puszczy” (ryś i sarna), „Sarny na śniegu” i „O świcie w puszczy” (głuszec). Z okazji zamknięcia tej wystawy krakowski Ilustrowany Kurier Codzienny zamieścił reprodukcję obrazu „O świcie w puszczy”.
Zachowały się 2 szkicowniki z lat 1904–1910 i rejestr dzieł obejmujący 165 obrazów i 23 grafiki, w którym odnotowane są m.in. informacje o prezentacji na wystawach krajowych i zagranicznych oraz o nabywcach dzieł.

## Wystawy retrospektywne
„Włodzimierz Kugler malarstwo i grafika”
- 4–18 października 1996 r. – Towarzystwo Przyjaciół Sztuk Pięknych w Krakowie – Pałac Sztuki
- 25.10.1996 r. – 8.01.1997 r. – Państwowe Muzeum im. Przypkowskich w Jędrzejowie
- styczeń 1997 r. – Biuro Wystaw Artystycznych w Kielcach
- 9.05–16.06.1997 r. – Biuro Wystaw Artystycznych – Galeria Sztuki u „JAXY” w Miechowie

## Znaczek pocztowy
W 2001 r. Muzeum Poczty i Telekomunikacji we Wrocławiu zakupiło obraz Włodzimierza Kuglera pt. „Sto lat temu (sześć koni w karecie)” (z 1936 r.) Przedstawia on w sposób realistyczny karetkę pocztową zaprzężoną w 6 koni, poruszającą się wąską groblą nad wodą. W środku podróżuje piękna dama. Odbicie w wodzie namalowane jest zupełnie inną konwencją malarską – na pograniczu impresjonizmu i abstrakcji. Inspiracją do namalowania obrazu była podróż z Pilicy do Krakowa babki malarza – Augusty Pfeiffer (pochodzącej z Prus) – na  ślub z Anglikiem Josephem Founes–Pace. Uroczystość zaślubin odbyła się w kościele ewangelickim pw. Św. Marcina w Krakowie przy ul. Grodzkiej – w 1836 r.
Obraz posłużył do zaprojektowania znaczka pocztowego o nominale 3+0,75 zł z okazji 80-lecia istnienia Muzeum. Znaczek ma numer 0228289. Zaprojektowała go Agnieszka Sobczyńska. Wydano go w nakładzie 350 tys. szt.